# Cortodera simulatrix
Cortodera simulatrix är en skalbaggsart som beskrevs av Holzschuh 1975. Cortodera simulatrix ingår i släktet Cortodera och familjen långhorningar. Inga underarter finns listade i Catalogue of Life.